# Augochloropsis atripyga
Augochloropsis atripyga är en biart som beskrevs av Embrik Strand 1910. Augochloropsis atripyga ingår i släktet Augochloropsis och familjen vägbin. Inga underarter finns listade.